# Battenbergkuchen

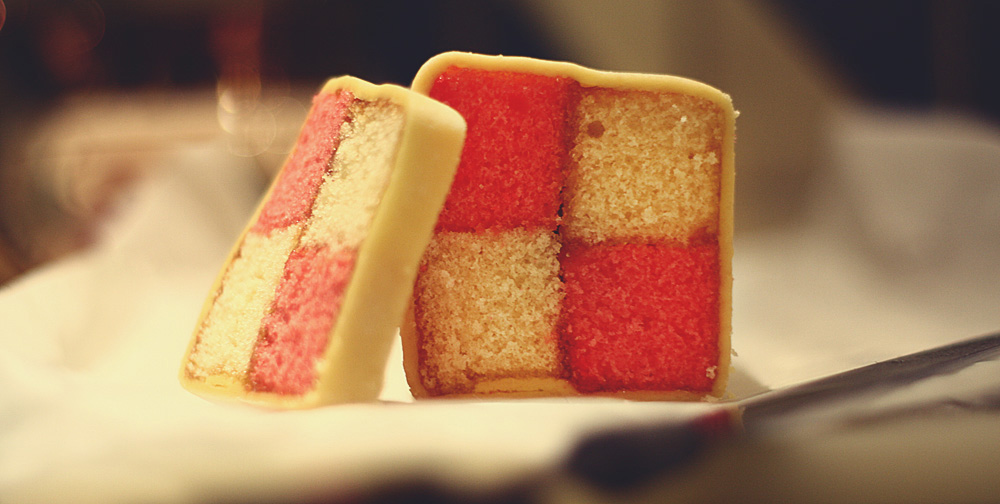
Ein angeschnittener Battenbergkuchen

Der Battenbergkuchen (auch Dominokuchen) ist ein Biskuitkuchen, der aus einer ungefärbten und aus einer meist rosa gefärbten, im Querschnitt quadratischen Biskuitstange so gefertigt wird, dass der Kuchen nach dem Aufschneiden sein charakteristisches Schachbrettmuster zeigt. Ummantelt wird der Kuchen von einer dünnen Marzipanschicht. Anstelle der rosa gefärbten Stangen kann auch ein mit Kakao gefärbter Biskuit verwendet werden. Die Biskuitstangen werden durch Aprikosenmarmelade zusammengehalten. 
Bisweilen wird Battenbergkuchen auch mit (3x3=) 9 Strängen hergestellt. Der Battenbergkuchen ist in Großbritannien sehr beliebt.
Ein ähnlicher Kuchen wird in den USA „checkerboard cake“ (deutsch: Schachbrettkuchen) genannt.

## Entstehung
Die Entstehung ist unklar und es gibt wohl auch keine schriftliche Überlieferung. Allgemein wird jedoch die Auffassung vertreten, dass der Kuchen 1884 anlässlich der Hochzeit von Prinzessin Viktoria (Enkelin von Königin Victoria) mit Prinz Ludwig Alexander von Battenberg kreiert worden sei. Die vier Quadrate sollen angeblich die vier Prinzen der Battenbergs repräsentieren:  Ludwig Alexander, Alexander, Heinrich und Franz Joseph. 
Prinz Ludwig Alexander ging nach Großbritannien, wurde als britischer Untertan eingebürgert und nannte sich seitdem „Prince Louis of Battenberg“. 1917 verzichtete er auf alle deutschen Titel und nahm als Namen die englische Übersetzung „Mountbatten“ an. Prinzessin Viktoria und Louis Mountbatten waren die Großeltern von Prinz Philip, dem Prinzgemahl der britischen Königin Elisabeth II.
Das Adelsgeschlecht wurde nach der hessischen Stadt Battenberg  benannt.
Der Kuchen hat auch der Battenberg-Markierung ihren Namen gegeben.